# Тан Се Хан
Тан Се Хан (нидерл. Tan See Han; 1910, Голландская Ост-Индия, Нидерланды — неизвестно) — индонезийский футболист, нападающий.

## Биография
В 1938 году играл за индонезийский клуб «Тионг Хоа Сурабая».
В 1938 году главный тренер сборной Голландской Ост-Индии Йоханнес Христоффел Ян Мастенбрук вызвал Тан Се Хана на чемпионат мира, который проходил во Франции и стал первым мундиалем для Голландской Ост-Индии и Индонезии в истории. На турнире команда сыграла одну игру в рамках 1/8 финала, в котором она уступила будущему финалисту турнира Венгрии (6:0). Тан Се Хан не принял участия в этом матче.